# Libnotes adicia
Libnotes adicia är en tvåvingeart som först beskrevs av Alexander 1948.  Libnotes adicia ingår i släktet Libnotes och familjen småharkrankar. Inga underarter finns listade i Catalogue of Life.